# Imaginación activa

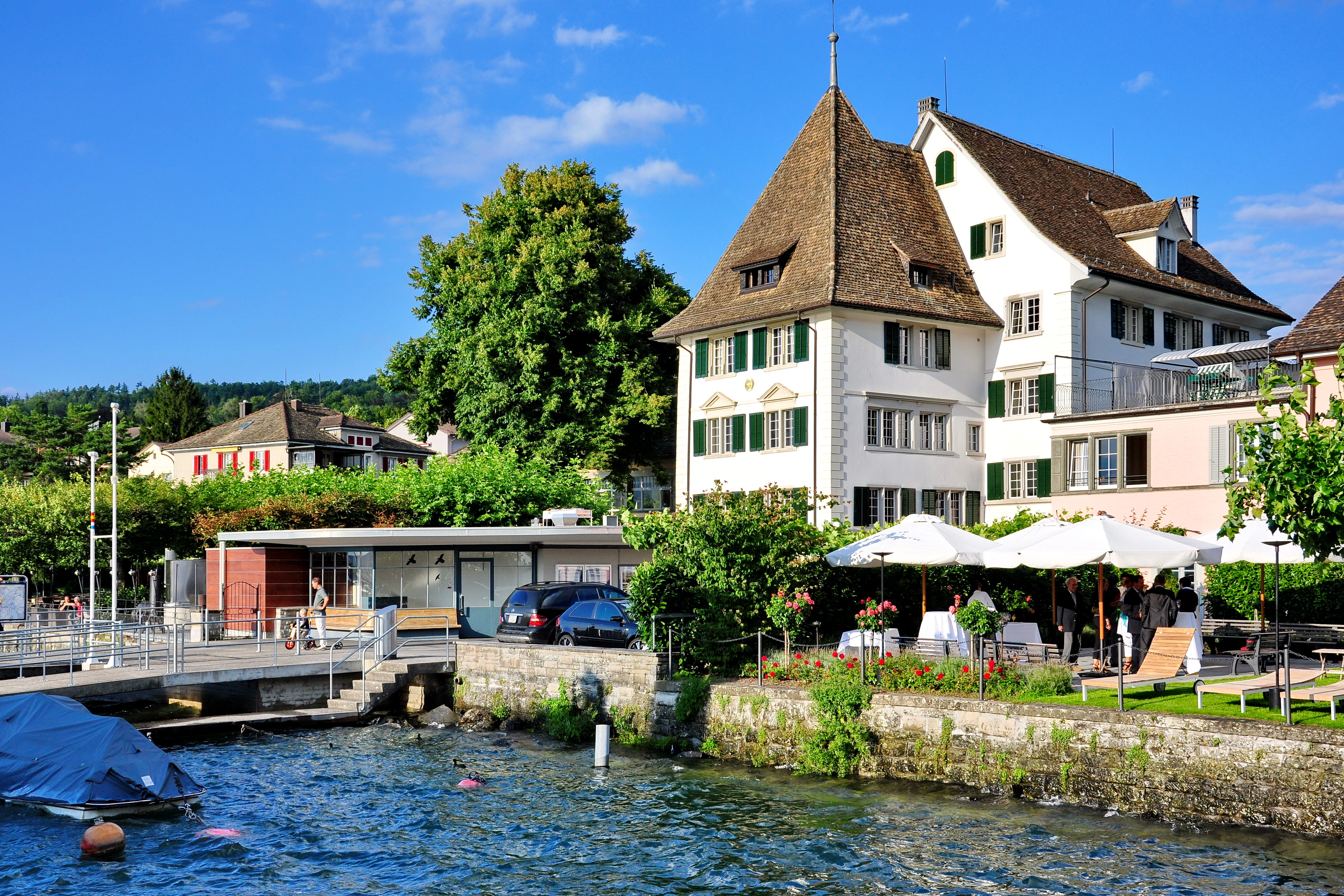
Hotel Sonne, Küsnacht, donde Jung expuso un seminario sobre imaginación activa en 1931.

La imaginación activa es un método psicológico desarrollado por el psiquiatra y psicólogo Carl Gustav Jung en el marco de su psicología analítica para establecer un diálogo activo en estado de vigilia con el inconsciente.
Estando relajado, como en trance, se centra la atención en una imagen (proveniente de un sueño, por ejemplo), interrogándola acerca de su origen, significado, etc., como si se tratara de otra persona. Es referida por tanto a una interrupción temporal del control yoico, a la inmersión en el inconsciente y al cuidadoso registro del material que surge, sea a través de la reflexión o por medio de alguna forma de expresión artística.